# 宋博
宋博（1986年12月26日—），是中国职业足球运动员，目前效力于青岛中能。
宋博任意球能力较为出名，由于曾经两次在著名球星和任意球高手申思执教的球队中效力，所以有“小申思”的外号。2010年，他凭借之前在甲级联赛的出色表现，返回青岛加盟中超青岛中能。